# Paulina Chávez
Paulina Chávez   (El Paso, 22 de maig de 2002) és una actriu estatunidenca. Destaca pels seus papers a la sèrie de Netflix The Expanding Universe of Ashley Garcia (2020) i el de Flora a la segona temporada de la sèrie de Netflix Fate: The Winx Saga (2022). El 2024, Chávez va protagonitzar la sèrie de Paramount+ Landman, interpretant Ariana en un paper recurrent.

## Primers anys
Va néixer el 22 de maig de 2002 a El Paso i es va criar a San Antonio. Els seus pares són de Mèxic amb la seva família originària de Ciudad Juárez. A 7 anys, es va matricular a classes de teatre a la seva escola primària de San Antonio, on treballava la seva mare. Més tard es va inscriure les classes de la formadora en interpretació Cathryn Sullivan.

## Carrera
Chávez va començar la seva carrera a una edat jove, va interpretar papers al teatre local i va aparèixer en diversos anuncis de televisió. El 2016, va participar en diversos curtmetratges i pel·lícules independents. Va tenir un paper menor com a Carmen a la sèrie de televisió Day 5 el 2016. El 2018, va retratar una jove Kim Kardashian a la sèrie Scandal Made Me Famous.
El 2020, Chávez va interpretar el paper protagonista d'Ashley Garcia a la sèrie de Netflix The Expanding Universe of Ashley Garcia. També va aparèixer a l'especial de la sèrie Game On: A Comedy Crossover Event. La sèrie es va cancel·lar després d'una temporada. No obstant això, va aparèixer a l'especial de Nadal de la sèrie el desembre d'aquell any. El 2022, va aparèixer com Flora, un paper principal, a la segona temporada de Netflix Fate: The Winx Saga. Pels seus papers a The Expanding Universe of Ashley Garcia i Fate: The Winx Saga, Chávez van ser nominats al premi Imagen al millor intèrpret jove.
El març del 2023, es va anunciar que interpretaria Mia Garcia a Alexander and the Terrible, Horrible, No Good, Very Bad Road Trip, una reinvenció de Disney+ d'Alexander and the Terrible, Horrible, No Good, Very Bad Day. Aquell mateix any, va aparèixer a The Long Game com a Daniela Torres. El 2024, va posar la veu als personatges Punguari i Shara de la pel·lícula de Nickelodeon The Casagrandes Movie. Aquell mateix any, va aparèixer en un paper recurrent a la sèrie Paramount+ Landman, interpretant Ariana al costat de Billy Bob Thornton i Demi Moore.